# Élections régionales de 2020 en Ligurie
Les élections régionales de 2020 en Ligurie (en italien : Elezioni regionali del 2020 in Liguria) ont lieu les 20 et 21 septembre 2020 afin d'élire le président et les conseillers de la XIe législature du conseil régional de Ligurie pour un mandat de cinq ans.
Le scrutin voit la reconduction de la coalition de centre droit.

## Contexte
Initialement prévues le 31 mai, les élections sont reportées à une date indéterminée du fait de la progression de la pandémie de maladie à coronavirus, qui oblige le gouvernement italien à mettre en quarantaine le pays tout entier le 10 mars. Le gouvernement décide par conséquent à la mi avril de reporter l'ensemble des scrutins régionaux à des dates comprises entre le 15 septembre et le 15 décembre 2020. Les dates des 20 et 21 septembre sont finalement retenues, le scrutin étant organisé sur deux jours afin de limiter la présence simultané de trop d'électeurs dans les bureaux de vote. Les élections interviennent en même temps que celles de six autres régions ainsi que d'un référendum constitutionnel sur la baisse du nombre de parlementaires,.

## Système électoral

Région de Ligurie.

La Ligurie est une région italienne à statut simple. Le conseil et son président sont élus simultanément pour des mandats de cinq ans. Ce dernier est élu au scrutin uninominal majoritaire à un tour tandis qu'un minimum de 51 sièges de conseillers sont pourvus selon un système mixte.
Pour 24 d'entre eux, le scrutin utilisé est proportionnel plurinominal avec listes ouvertes et répartition des sièges selon la méthode du plus fort reste, avec application d'un seuil électoral de 3 %. Les électeurs ont la possibilité d'effectuer un vote préférentiel pour deux des candidats de la liste pour laquelle ils votent, afin de faire monter leur place dans celle-ci. Le seuil électoral ne s'applique pas pour les listes liées à un candidat à la présidence ayant réuni au moins 5 % des voix. 
À ces sièges s'ajoutent 7 autres qui sont quant à eux pourvus au scrutin majoritaire plurinominal avec listes fermées. Chaque liste inclut son candidat à la présidence, et ces sept sièges sont ainsi attribués en bloc à la liste du candidat vainqueur de la présidence et à celui-ci, donnant au scrutin une tendance majoritaire. 
Enfin, le candidat en tête de liste arrivé à la deuxième place de l'élection pour la présidence est membre à part entière du conseil, ce qui porte le nombre minimum de ses membres à un total de 31.

### Modalités
L'électeur vote sur un même bulletin pour un candidat à la présidence et pour la liste d'un parti. Il a la possibilité d'exprimer ce vote de plusieurs façons.
- Soit voter uniquement pour une liste, auquel cas son vote s'ajoute également à ceux pour le candidat à la présidence soutenu par la liste. Il a également la possibilité d'exprimer un vote préférentiel pour deux candidats de son choix sur la liste en écrivant leurs noms. Il ne doit dans ce cas pas écrire les noms de deux candidats de même sexe, ni un seul nom.

- Soit ne voter que pour un candidat à la présidence, auquel cas son vote n'est pas étendu à sa liste.

- Soit préciser son vote pour un candidat et son vote pour une liste. Contrairement à plusieurs autres régions italiennes, l'électeur peut effectuer un panachage en choisissant un candidat à la présidence et une liste ne faisant pas partie de celles soutenant le candidat choisi[5].

### Répartition des sièges
| Provinces                 | Sièges | +/-           |  |
| Gênes                     | 14     | 1             |  |
| Imperia                   | 4      | 1             |  |
| La Spezia                 | 6      | 3             |  |
| Savone                    | 5      | 1             |  |
| Candidats à la présidence | 2      | 6             |  |
| Total                     | 31     | en stagnation |  |

## Résultats
|                         |                         |            |            |                      |                                     |                                          |         |         |         |               |               |       |  |  |
| Présidence              | Présidence              | Présidence | Présidence | Présidence           | Conseil                             | Conseil                                  | Conseil | Conseil | Conseil | Conseil       | Conseil       | Total |  |  |
| Candidats               | Candidats               | Votes      | %          | Élus                 | Partis                              | Partis                                   | Votes   | %       | +/-     | Sièges        | +/-           | Total |  |  |
|                         | Giovanni Toti (C!)      | 383 053    | 56,13      | 1                    |                                     |                                          |         |         |         |               |               |       |  |  |
|                         | Giovanni Toti (C!)      | 383 053    | 56,13      | 1                    | Changeons avec Toti (C!)            | 141 552                                  | 22,60   | Nv.     | 8       | 8             |               |       |  |  |
|                         | Giovanni Toti (C!)      | 383 053    | 56,13      | 1                    | Ligue (Lega)                        | 107 371                                  | 17,14   | 3,11    | 6       | 1             |               |       |  |  |
|                         | Giovanni Toti (C!)      | 383 053    | 56,13      | 1                    | Frères d'Italie (FdI)               | 68 062                                   | 10,87   | 7,80    | 3       | 2             |               |       |  |  |
|                         | Giovanni Toti (C!)      | 383 053    | 56,13      | 1                    | Forza Italia (FI)                   | 33 040                                   | 5,27    | 7,39    | 1       | 2             |               |       |  |  |
|                         | Giovanni Toti (C!)      | 383 053    | 56,13      | 1                    | Union de centre (UdC)               | 4 086                                    | 0,65    | 1,07    | —       | en stagnation |               |       |  |  |
| Total Centre-droit      | Total Centre-droit      | 383 053    | 56,13      | 1                    | 354 111                             | 56,53                                    | 18,82   | 18      | 9       | 19            |               |       |  |  |
|                         | Ferruccio Sansa (Ind.)  | 265 506    | 38,90      | 1                    |                                     |                                          |         |         |         |               |               |       |  |  |
|                         | Ferruccio Sansa (Ind.)  | 265 506    | 38,90      | 1                    | Parti démocrate (PD) (avec Art. 1)  | 124 586                                  | 19,89   | 5,75    | 6       | 1             |               |       |  |  |
|                         | Ferruccio Sansa (Ind.)  | 265 506    | 38,90      | 1                    | Mouvement 5 étoiles (M5S)           | 48 722                                   | 7,78    | 14,51   | 2       | 4             |               |       |  |  |
|                         | Ferruccio Sansa (Ind.)  | 265 506    | 38,90      | 1                    | Sansa pour la présidence            | 44 700                                   | 7,14    | Nv.     | 2       | 2             |               |       |  |  |
|                         | Ferruccio Sansa (Ind.)  | 265 506    | 38,90      | 1                    | Ligne partagée (avec SI-ÈViva-Pos.) | 15 451                                   | 2,47    | Nv.     | 1       | 1             |               |       |  |  |
|                         | Ferruccio Sansa (Ind.)  | 265 506    | 38,90      | 1                    | Liste commune EV-DemoS-CD           | 9 193                                    | 1,47    | Nv.     | —       | en stagnation |               |       |  |  |
| Total Centre-gauche—M5S | Total Centre-gauche—M5S | 265 506    | 38,90      | 1                    | 242 652                             | 38,74                                    | 8,39    | 11      | 4       | 12            |               |       |  |  |
|                         | Aristide Massardo       | 16 546     | 2,42       | —                    |                                     | Massardo pour la présidence (IV-PSI-+Eu) | 15 081  | 2,41    | Nv.     | 0             | en stagnation | 0     |  |  |
|                         | Alice Salvatore         | 6 088      | 0,89       | —                    |                                     | Le Bon Sens                              | 5 315   | 0,85    | Nv.     | 0             | en stagnation | 0     |  |  |
|                         | Giacomo Chiappori       | 3 569      | 0,52       | —                    |                                     | Grande Ligurie                           | 3 063   | 0,49    | Nv.     | 0             | en stagnation | 0     |  |  |
|                         | Riccardo Benetti        | 3 165      | 0,46       | —                    |                                     | Respect à tous les animaux               | 2 665   | 0,43    | Nv.     | 0             | en stagnation | 0     |  |  |
|                         | Gaetano Russo           | 1 614      | 0,24       | —                    |                                     | Le Peuple de la famille (PdF)            | 1 361   | 0,22    | Nv.     | 0             | en stagnation | 0     |  |  |
|                         | Marika Cassimatis       | 1 244      | 0,18       | —                    |                                     | Base constitutionnelle                   | 911     | 0,15    | Nv.     | 0             | en stagnation | 0     |  |  |
|                         | Davide Visigalli        | 1 129      | 0,17       | —                    |                                     | Reconquérir l'Italie                     | 905     | 0,14    | Nv.     | 0             | en stagnation | 0     |  |  |
|                         | Carlo Carpi             | 576        | 0,08       | —                    |                                     | Liste Carpi                              | 361     | 0,06    | Nv.     | 0             | en stagnation | 0     |  |  |
|                         |                         |            |            |                      |                                     |                                          |         |         |         |               |               |       |  |  |
| Votes valides           | Votes valides           | 682 490    | 95,29      |                      | Votes valides                       | Votes valides                            | 626 425 | 87,46   |         |               |               |       |  |  |
| Votes blancs et nuls    | Votes blancs et nuls    | 33 721     | 4,71       | Votes blancs et nuls | Votes blancs et nuls                | 89 786                                   | 12,54   |         |         |               |               |       |  |  |
| Total candidats         | Total candidats         | 716 211    | 100        | 2                    | Total partis                        | Total partis                             | 716 211 | 100     | -       | 29            | 6             | 31    |  |  |
| Abstentions             | Abstentions             | 624 391    | 46,58      |                      |                                     |                                          |         |         |         |               |               |       |  |  |
| Inscrits/participation  | Inscrits/participation  | 1 340 602  | 53,42      |                      |                                     |                                          |         |         |         |               |               |       |  |  |